# Bistum Aléria

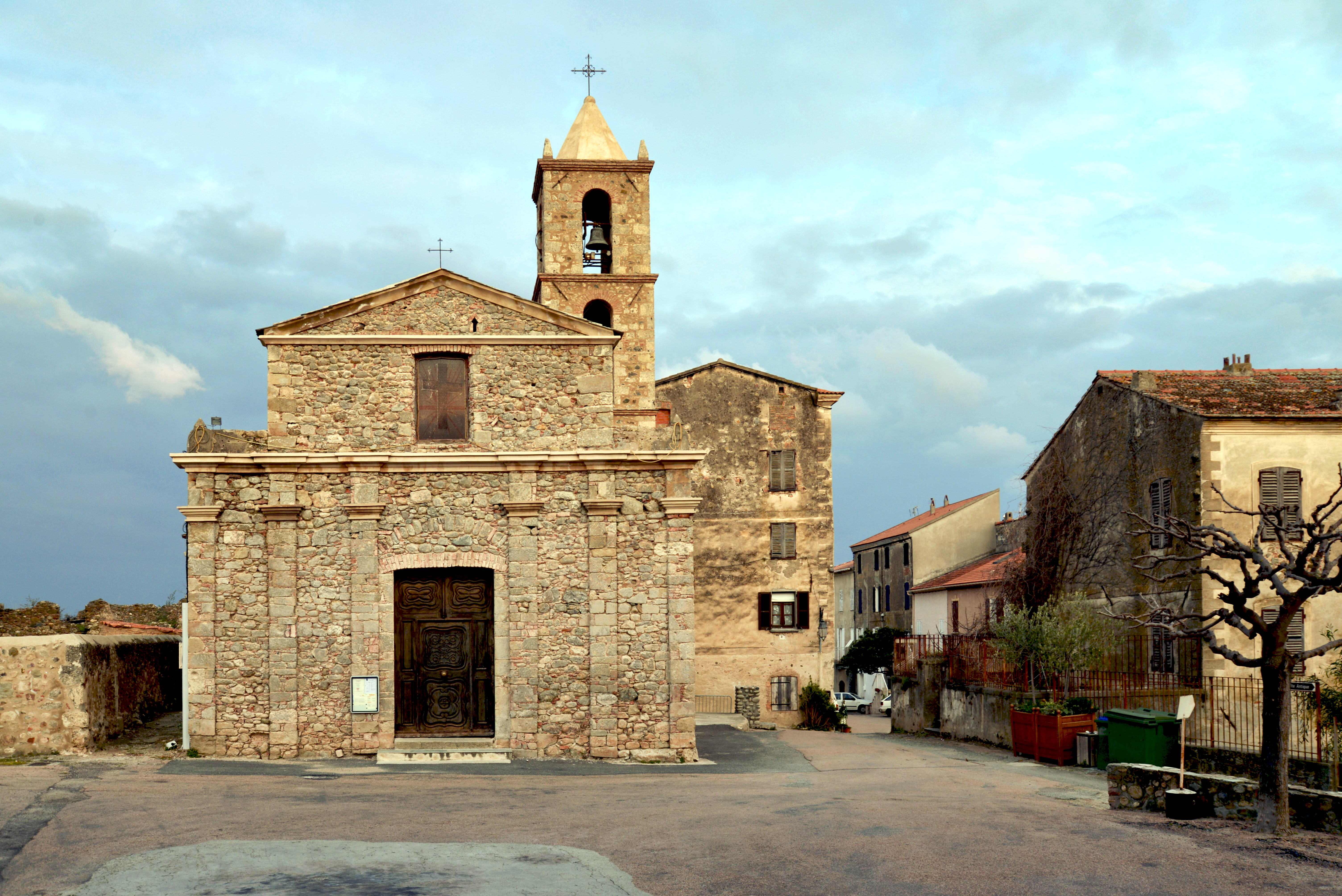
Die Kathedrale St. Marcellus in Aleria

Das Bistum Aléria (lat.: Dioecesis Aleriensis) war eine in Frankreich gelegene römisch-katholische Diözese mit Sitz in Aléria. 

## Geschichte
Das Bistum Aléria wurde im 6. Jahrhundert errichtet. Erster Bischof war Severinus. Am 27. April 1092 wurde das Bistum Aléria durch Papst Urban II. mit der Päpstlichen Bulle Cum universis dem Erzbistum Pisa als Suffraganbistum unterstellt.
Am 29. November 1801 wurde das Bistum Aléria infolge des Konkordates von 1801 durch Papst Pius VII. mit der Päpstlichen Bulle Qui Christi Domini aufgelöst und das Territorium wurde dem Bistum Ajaccio angegliedert.
Im Jahre 1770 umfasste das Bistum Aléria etwa 160 Pfarreien.
Im April 2002 wurde das Bistum Aléria als Titularbistum Aleria wiedererrichtet.